# Gmina zbiorowa Sietland
Gmina zbiorowa Sietland (niem. Samtgemeinde Sietland) – dawna gmina zbiorowa położona w niemieckim kraju związkowym Dolna Saksonia, w powiecie Cuxhaven. Siedziba administracji gminy zbiorowej znajdowała się w miejscowości Ihlienworth.

## Podział administracyjny
Do gminy zbiorowej Sietland należały cztery gminy:
1. Ihlienworth
2. Odisheim
3. Steinau
4. Wanna

1 stycznia 2011 gmina zbiorowa została połączona z gminą zbiorową Hadeln, w wyniku czego powstała nowa gmina zbiorowa Land Hadeln.